# Quận Wayne, Pennsylvania
Quận Wayne là một quận trong tiểu bang Pennsylvania, Hoa Kỳ. Quận lỵ đóng ở Honesdale.. Theo điều tra dân số năm 2010 của Cục điều tra dân số Hoa Kỳ, quận có dân số 52.822 người.2
Quận này trước kia thuộc quận Northampton ngày 31 tháng 3 năm 1798, và được đặt tên theo nhà cách mạng Mỹ tướng Anthony Wayne.

## Địa lý
Theo Cục điều tra dân số Hoa Kỳ, quận có diện tích 1945 km², trong đó có 65 km2 là diện tích mặt nước.